# Čarobna piščal
Čarobna piščal (nem. Die Zauberflöte) je pravljična opera v dveh dejanjih (dvanajstih slikah), ki jo je uglasbil Wolfgang Amadeus Mozart v svojih poslednjih letih življenja, Čarobna piščal je bila zadnje delo ki ga je skladatelj napisal pred smrtjo. Libreto je napisal lastnik dunajskega gledališča Teater an der Wien Emanuel Schikaneder. Ker je zapadel v dolgove, je za uglasbitev prosil Mozarta, ki je bil na vrhuncu slave, upajoč, da si bo tako finančno opomogel. Krstna predstava je bila tako 30. septembra 1791 na Dunaju. Dirigent predstave je bil skladatelj sam.
Opera je imela ogromno moralno vrednost za tisti čas, saj je Mozart z njo skušal pokazati nadvlado nemškega gledališča nad italijansko glasbo. V tej operi svetloba zmaga nad temo, zloba podleže dobroti, nagon se podredi razumu in ljubezen prežene sovraštvo. Opero je zelo cenil Richard Wagner.

## Osebe
- Sarastro - bas
- Tamino, princ - tenor
- Govornik - bas
- Prvi in drugi svečenik - tenor in bariton
- Kraljica noči - sopran
- Kraljičine tri dame - soprana in alt
- Prvi, drugi in tretji deček - soprani
- Prvi in drugi oboroženec - tenor in bas
- Pamina, kraljičina hči - sopran
- Papageno - bariton
- Papagena - sopran
- Črnec Monostatos - tenor
- Trije sužnji
- Svečeniki, dame, Sarastrovo spremstvo, ljudstvo in sužnji.

## Vsebina

### Prvo dejanje

#### Prva slika
Princa Tamina zasleduje kača. Iz smrtne nevarnosti ga rešijo tri dame, ki služijo kraljici noči in ji oddidejo naznanit Taminovo rešitev. Medtem spozna Tamino veselega tičarja Papagena. Tri dame se vrnejo in izročijo princu sliko Pamine, hčere kraljice noči, s prošnjo naj jo reši, češ, da jo je ugrabil hudobni Sarastro. Pojavi se sama kraljica noči in mu potoži svojo bolečino. Taminu in Papagenu je usojeno, da rešita Pamino in v ta namen jima podarijo tri dame čarobno piščal in zvončke.

#### Druga slika
Pamini se je medtem posrečilo zbežati od Sarastra, toda Monostatos jo je ujel in jo znova privedel nazaj. Papageno se ji predstavi kot odposlanec kraljice noči in
skupaj s Pamino se odpravita iskat princa Tamina.

#### Tretja slika
Trije dečki pripeljejo Tamina in ga bodrijo, naj ostane pogumen, potrpežljiv in molčeč pri nalogi, ki ga čaka.

### Drugo dejanje

#### Četrta slika
Ko skuša Tamino vstopiti v tempelj, ga sprejme na pragu svečenik, ki mu govori o Sarastrovi dobroti in modrosti. Tamino zaigra na čarobno piščal in ob njenem zvoku najdeta Papageno in Pamina pot do njega. Kmalu jih je izsledil preganjalec Monostatos. Njegovi oboroženci ju hočejo ujeti, pa zapadejo vplivu zvokov čarobne piščali in prično ob njih poskakovati in plesati, dokler ne pozabijo na jetnika in plešoč ne odidejo. Petje svečenikov in Sarastrove dobrotne besede pomirijo Pamino. Monostatos privede ujetega Tamina, ki ga pa Sarastro prijazno sprejme, medtem ko dobi črnec za svojo preveliko gorečnost sedeminsedemdeset udarcev po podplatih.

#### Peta slika
Svečeniki s Sarastrom na čelu so sklenili, da morata prestati Tamino in Papageno tri preizkušnje in ju odpeljejo v preddvor templja.

#### Šesta slika
Dva svečenika ju izprašujeta, Tamino je voljan prestati preizkušnje, da bi dosegel najvišjo modrost, Papagena pa je strah; šele ko mu obljubijo kot nagrado ženico Papageno, pristane na to. Tri dame se prikažejo iskalcema modrosti in ju skušajo prepričati o Sarastrovih zlih namerah, toda kljub Papagenovim malenkostnim spodrsljajem ostaneta v molčanju trdna.

#### Sedma slika
Črnec napade spečo Pamino in si jo hoče prilastiti, toda reši jo njena mati, kraljica noči, ki zahteva od nje, naj Sarastra usmrti. Ko ostane zgrožena Pamina sama, se ponovno prikaže črnec in ji grozi, da bo izdal vse, kar je slišal, če ne bo njegova. Tokrat nastopi kot rešitelj Sarastro, ki jo potolaži in pomiri.

#### Osma slika
Tamino in Papageno še vedno vršita svojo preizkušnjo molčanja. Prekrši jo Papageno, ki se razgovarja z neko starko (preoblečeno Papageno) in šele nenaden grom ga opomni prekrška. Starka zato zbeži. Obupanega Papagena potolažijo jedi, čarobna piščal in zvončki, ki jih prineso trije dečki. Pamina najde zopet svojega Tamina. Toda molk stanovitnega ljubimca, ki si ga ne zna razložiti, jo rani in užali do smrti.

#### Deveta slika
Zbor Izidinih in Ozirisovih svečenikov poje hvalnico. Sarastro spodbuja Tamina, naj vztraja junaško kot doslej, kajti prestati mora še težjo preizkušnjo. Pamina se pride od njega poslovit. Polna nemira se ljubimca ločita, Papageno pa hrepeni po obljubljeni ženici in igra na zvončke. Njihov zvok privabi „starko“, ki odvrže svojo preobleko in pred očaranim Papagenom se pojavi Papagena. Toda že jo odpelje eden izmed svečenikov.

#### Deseta slika
Trije dečki, ki služijo zdaj Sarastru, preprečijo samomor obupane Pamine in jo odpeljejo k ljubemu Taminu.

#### Enajsta slika
Dva oboroženca pripeljeta Tamina na kraj, kjer mora prestati preizkušnjo v vodi in ognju. Pamina, ki ga sme spremljati v usodnji preizkušnji, se mu približa in skupaj gresta nepoškodovana skozi vodo in ogenj, saj ju vodi moč medsebojne ljubezni. Pred njima se prične odpirati sončno kraljestvo Izide.

#### Dvanajsta slika
Papageno, ki ni prestal preizkušnje, zaman kliče svojo ljubljeno Papageno in ko ne najde odziva, se hoče v svojem obupu obesiti. Toda predno izvrši svoj namen, mu prinesejo trije dečki zvončke. Njihov zvok privabi Papageno in oba sta vsa srečna, da sta končno skupaj. Še enkrat združi svet teme vse svoje moči, da bi premagal kraljestvo svetlobe: kraljica noči, njene tri dame in črnec Monostatos kujejo naklepe, kako bi napadli Sarastrov tempelj, osvobodili Pamino in jo dali zamorcu za ženo. Toda med gromom in nevihto se spremeni pozorišče v sončno luč - svet svetlobe zmaga nad svetom zla in teme. Tamino in Pamina sta se priborila v svet svetlobe, modrosti in človečnosti s pomočjo svoje stanovitnosti in živita odslej na strani Sarastra, svečenika in treh dečkov.

## Glasbeni primer
- Arija Kraljice noči